# Oxford Test of English
Los Oxford Test of English son un conjunto de pruebas estandarizadas de dominio del idioma inglés certificados por la Universidad de Oxford. Comprende los exámenes Oxford Test of English, el Oxford Test of English for Schools y el Oxford Test of English Advanced, que certifican los niveles A2, B1, B2 y C1 del MCER.

## Exámenes de Oxford
El examen Oxford Test of English es una prueba adaptativa por ordenador para comprobar el nivel de inglés de los hablantes no nativos de este idioma, que se realiza a demanda y se basa en los niveles A2, B1, B2 y C1 del Marco Común Europeo de Referencia (MCER). La prueba fue desarrollada por Oxford University Press (OUP) para proporcionar a los estudiantes de inglés una forma rápida y fiable de demostrar su nivel tras el dominio del idioma para el acceso a la universidad, viajes e inclusive trabajos. La prueba está certificada por la Universidad de Oxford y está disponible en todo el mundo, realizada a través de centros autorizados.

## Historia
El Oxford Test of English se desarrolló a lo largo de varios años y se lanzó en España en 2017, donde ha ganado un amplio reconocimiento, incluida la Asociación de Centros de Idiomas en Educación Superior (ACLES). La prueba se lanzó a nivel mundial en abril de 2019 en la 53.ª conferencia IATEFL en la Tate Liverpool. La prueba fue preseleccionada como "la mejor en evaluación sumativa" en los premios e-Assessment Awards de 2020. En 2021, la prueba fue evaluada de forma independiente por ECCTIS, que informó que la prueba era "una evaluación sólida del dominio general del idioma inglés".

## Partes de la prueba

### Módulos
El Oxford Test of English consta de cuatro módulos: expresión oral, comprensión auditiva, comprensión lectora y expresión escrita. Los módulos se pueden realizar de forma individual o en cualquier combinación. Tiene una duración aproximada de 2 horas.
| Módulo    | Parte | Enfoque                                                                              | Duración |
| --------- | ----- | ------------------------------------------------------------------------------------ | -------- |
| Speaking  | 1     | Entrevista: Ocho preguntas habladas sobre temas cotidianos                           | 15 min.  |
| Speaking  | 2     | Mensajes de voz: Dos mensajes de voz en respuesta a dos situaciones diferentes       | 15 min.  |
| Speaking  | 3     | Charla: Charla breve sobre un tema                                                   | 15 min.  |
| Speaking  | 4     | Preguntas sobre la charla: Seis preguntas de seguimiento sobre el tema de la charla  | 15 min.  |
| Listening | 1     | Cinco monólogos/diálogos breves con opciones de imágenes                             | 30 min.  |
| Listening | 2     | Un diálogo más largo con cinco preguntas centradas en identificar opiniones          | 30 min.  |
| Listening | 3     | En una conversación entre dos personas, debemos identificar quién dice algo          | 30 min.  |
| Listening | 4     | Cinco monólogos/diálogos breves con preguntas de opción múltiple                     | 30 min.  |
| Reading   | 1     | Seis textos breves cada uno con una pregunta                                         | 30 min.  |
| Reading   | 2     | Seis perfiles de personas para combinar con cuatro descripciones de texto más largas | 30 min.  |
| Reading   | 3     | Un texto más largo con seis oraciones extraídas como preguntas                       | 30 min.  |
| Reading   | 4     | Un texto más largo con cuatro preguntas.                                             | 30 min.  |
| Writing   | 1     | Correo electrónico: Redactar un correo electrónico en respuesta a otro correo        | 45 min.  |
| Writing   | 2     | Ensayo o artículo de revista: Escribir un ensayo o un artículo de revista            | 45 min.  |

## Resultados
Para los candidatos que han realizado los cuatro módulos, se emite un certificado que muestra el nivel del MCER y la puntuación estandarizada para cada módulo, y un nivel general del MCER y la puntuación general. Cuando se han realizado tres o menos módulos, se emite una tarjeta de calificaciones para cada módulo. Los certificados reflejan el mejor desempeño del candidato, por lo que si un candidato vuelve a realizar un módulo y su resultado mejora, su certificado se actualizará para incluir la puntuación más alta. Los resultados son válidos de por vida.
Los resultados de los módulos de comprensión auditiva (Listening) y comprensión lectora (Reading) están disponibles inmediatamente después de finalizar la prueba. Los resultados de expresión oral (Speaking) y expresión escrita (Writing) suelen estar disponibles en un plazo máximo de 5 días hábiles.
| Puntuación | OTE / OTE for Schools | OTE Advanced |
| ---------- | --------------------- | ------------ |
| 141–170    |                       | C1           |
| 111–140    | B2                    | B2           |
| 81–110     | B1                    | Menor de B2  |
| 51–80      | A2                    | Menor de B2  |
| 21–50      | Menor de A2           | Menor de B2  |
| 0–20       | Menor de A2           | Menor de B2  |